# Lista siturilor arheologice din județul Alba
Lista siturilor arheologice din județul Alba conține toate siturile arheologice din județul Alba înscrise în Repertoriul Arheologic Național (RAN). RAN este administrat de Ministerul Culturii și Patrimoniului Național și cuprinde date științifice, cartografice, topografice, imagini și planuri, precum și orice alte informații privitoare la zonele cu potențial arheologic, studiate sau nu, încă existente sau dispărute.
Datorită numărului mare de situri, această listă a fost împărțită după localitatea în care se află situl. Dacă știți localitatea (satul sau orașul) în care se află situl, alegeți localitatea din lista din această pagină. Dacă nu știți localitatea, puteți căuta un sit din județ folosind formularul de mai jos.
| A ↑ A B C D E F G H I Î J K L M N O P Q R S Ș T Ț U V W X Y Z ↓ | A ↑ A B C D E F G H I Î J K L M N O P Q R S Ș T Ț U V W X Y Z ↓ | A ↑ A B C D E F G H I Î J K L M N O P Q R S Ș T Ț U V W X Y Z ↓ | A ↑ A B C D E F G H I Î J K L M N O P Q R S Ș T Ț U V W X Y Z ↓ | A ↑ A B C D E F G H I Î J K L M N O P Q R S Ș T Ț U V W X Y Z ↓ | A ↑ A B C D E F G H I Î J K L M N O P Q R S Ș T Ț U V W X Y Z ↓ | A ↑ A B C D E F G H I Î J K L M N O P Q R S Ș T Ț U V W X Y Z ↓ | A ↑ A B C D E F G H I Î J K L M N O P Q R S Ș T Ț U V W X Y Z ↓ | A ↑ A B C D E F G H I Î J K L M N O P Q R S Ș T Ț U V W X Y Z ↓ | A ↑ A B C D E F G H I Î J K L M N O P Q R S Ș T Ț U V W X Y Z ↓ |
| --------------------------------------------------------------- | --------------------------------------------------------------- | --------------------------------------------------------------- | --------------------------------------------------------------- | --------------------------------------------------------------- | --------------------------------------------------------------- | --------------------------------------------------------------- | --------------------------------------------------------------- | --------------------------------------------------------------- | --------------------------------------------------------------- |
| Abrud                                                           | Aiud                                                            | Aiudul de Sus                                                   | Alba Iulia                                                      | Almașu Mare                                                     |                                                                 |                                                                 |                                                                 |                                                                 |                                                                 |
| Ampoița                                                         | Asinip                                                          |                                                                 |                                                                 |                                                                 |                                                                 |                                                                 |                                                                 |                                                                 |                                                                 |
| B ↑ A B C D E F G H I Î J K L M N O P Q R S Ș T Ț U V W X Y Z ↓ |                                                                 |                                                                 |                                                                 |                                                                 |                                                                 |                                                                 |                                                                 |                                                                 |                                                                 |
| Balomiru de Câmp                                                | Băcăinți                                                        | Băgău                                                           | Bălcaciu                                                        | Bărăbanț                                                        |                                                                 |                                                                 |                                                                 |                                                                 |                                                                 |
| Berghin                                                         | Beța                                                            | Biia                                                            | Blaj                                                            | Blandiana                                                       |                                                                 |                                                                 |                                                                 |                                                                 |                                                                 |
| Bucerdea Grânoasă                                               | Bucerdea Vinoasă                                                | Bucium                                                          |                                                                 |                                                                 |                                                                 |                                                                 |                                                                 |                                                                 |                                                                 |
| C ↑ A B C D E F G H I Î J K L M N O P Q R S Ș T Ț U V W X Y Z ↓ |                                                                 |                                                                 |                                                                 |                                                                 |                                                                 |                                                                 |                                                                 |                                                                 |                                                                 |
| Căpâlna                                                         | Căpud                                                           | Cărpiniș                                                        | Câlnic                                                          | Cenade                                                          |                                                                 |                                                                 |                                                                 |                                                                 |                                                                 |
| Cetatea de Baltă                                                | Cetea                                                           | Cib                                                             | Cicău                                                           | Cistei                                                          |                                                                 |                                                                 |                                                                 |                                                                 |                                                                 |
| Ciugud                                                          | Ciugudu de Sus                                                  | Ciuguzel                                                        | Ciumbrud                                                        | Colțești                                                        |                                                                 |                                                                 |                                                                 |                                                                 |                                                                 |
| Corna                                                           | Craiva                                                          | Cricău                                                          | Cugir                                                           | Curmătura                                                       |                                                                 |                                                                 |                                                                 |                                                                 |                                                                 |
| Cut                                                             |                                                                 |                                                                 |                                                                 |                                                                 |                                                                 |                                                                 |                                                                 |                                                                 |                                                                 |
| D ↑ A B C D E F G H I Î J K L M N O P Q R S Ș T Ț U V W X Y Z ↓ |                                                                 |                                                                 |                                                                 |                                                                 |                                                                 |                                                                 |                                                                 |                                                                 |                                                                 |
| Daia Română                                                     | Decea                                                           | Doștat                                                          | Drașov                                                          | Drâmbar                                                         |                                                                 |                                                                 |                                                                 |                                                                 |                                                                 |
| Dumbrava                                                        | Dumitra                                                         |                                                                 |                                                                 |                                                                 |                                                                 |                                                                 |                                                                 |                                                                 |                                                                 |
| F ↑ A B C D E F G H I Î J K L M N O P Q R S Ș T Ț U V W X Y Z ↓ |                                                                 |                                                                 |                                                                 |                                                                 |                                                                 |                                                                 |                                                                 |                                                                 |                                                                 |
| Feisa                                                           |                                                                 |                                                                 |                                                                 |                                                                 |                                                                 |                                                                 |                                                                 |                                                                 |                                                                 |
| G ↑ A B C D E F G H I Î J K L M N O P Q R S Ș T Ț U V W X Y Z ↓ |                                                                 |                                                                 |                                                                 |                                                                 |                                                                 |                                                                 |                                                                 |                                                                 |                                                                 |
| Galați                                                          | Galda de Jos                                                    | Găbud                                                           | Gârbova                                                         | Gârbova de Sus                                                  |                                                                 |                                                                 |                                                                 |                                                                 |                                                                 |
| Ghirbom                                                         | Glod                                                            | Glogoveț                                                        | Gura Arieșului                                                  | Gura Cornei                                                     |                                                                 |                                                                 |                                                                 |                                                                 |                                                                 |
| Gura Roșiei                                                     |                                                                 |                                                                 |                                                                 |                                                                 |                                                                 |                                                                 |                                                                 |                                                                 |                                                                 |
| H ↑ A B C D E F G H I Î J K L M N O P Q R S Ș T Ț U V W X Y Z ↓ |                                                                 |                                                                 |                                                                 |                                                                 |                                                                 |                                                                 |                                                                 |                                                                 |                                                                 |
| Hăpria                                                          | Hopârta                                                         |                                                                 |                                                                 |                                                                 |                                                                 |                                                                 |                                                                 |                                                                 |                                                                 |
| I ↑ A B C D E F G H I Î J K L M N O P Q R S Ș T Ț U V W X Y Z ↓ |                                                                 |                                                                 |                                                                 |                                                                 |                                                                 |                                                                 |                                                                 |                                                                 |                                                                 |
| Ighiel                                                          | Ighiu                                                           | Inuri                                                           | Izvoarele                                                       |                                                                 |                                                                 |                                                                 |                                                                 |                                                                 |                                                                 |
| J ↑ A B C D E F G H I Î J K L M N O P Q R S Ș T Ț U V W X Y Z ↓ |                                                                 |                                                                 |                                                                 |                                                                 |                                                                 |                                                                 |                                                                 |                                                                 |                                                                 |
| Jidvei                                                          |                                                                 |                                                                 |                                                                 |                                                                 |                                                                 |                                                                 |                                                                 |                                                                 |                                                                 |
| L ↑ A B C D E F G H I Î J K L M N O P Q R S Ș T Ț U V W X Y Z ↓ |                                                                 |                                                                 |                                                                 |                                                                 |                                                                 |                                                                 |                                                                 |                                                                 |                                                                 |
| Limba                                                           | Livezile                                                        | Lopadea Nouă                                                    | Lopadea Veche                                                   | Lunca Târnavei                                                  |                                                                 |                                                                 |                                                                 |                                                                 |                                                                 |
| Lupșa                                                           | Lupu                                                            |                                                                 |                                                                 |                                                                 |                                                                 |                                                                 |                                                                 |                                                                 |                                                                 |
| M ↑ A B C D E F G H I Î J K L M N O P Q R S Ș T Ț U V W X Y Z ↓ |                                                                 |                                                                 |                                                                 |                                                                 |                                                                 |                                                                 |                                                                 |                                                                 |                                                                 |
| Măgina                                                          | Mănărade                                                        | Mesentea                                                        | Meșcreac                                                        | Meteș                                                           |                                                                 |                                                                 |                                                                 |                                                                 |                                                                 |
| Micești                                                         | Micoșlaca                                                       | Mihalț                                                          | Mirăslău                                                        | Modolești                                                       |                                                                 |                                                                 |                                                                 |                                                                 |                                                                 |
| Mușca                                                           |                                                                 |                                                                 |                                                                 |                                                                 |                                                                 |                                                                 |                                                                 |                                                                 |                                                                 |
| N ↑ A B C D E F G H I Î J K L M N O P Q R S Ș T Ț U V W X Y Z ↓ |                                                                 |                                                                 |                                                                 |                                                                 |                                                                 |                                                                 |                                                                 |                                                                 |                                                                 |
| Noslac                                                          |                                                                 |                                                                 |                                                                 |                                                                 |                                                                 |                                                                 |                                                                 |                                                                 |                                                                 |
| O ↑ A B C D E F G H I Î J K L M N O P Q R S Ș T Ț U V W X Y Z ↓ |                                                                 |                                                                 |                                                                 |                                                                 |                                                                 |                                                                 |                                                                 |                                                                 |                                                                 |
| Oarda                                                           | Obreja                                                          | Ocna Mureș                                                      | Odverem                                                         | Ohaba                                                           |                                                                 |                                                                 |                                                                 |                                                                 |                                                                 |
| Oiejdea                                                         | Ormeniș                                                         |                                                                 |                                                                 |                                                                 |                                                                 |                                                                 |                                                                 |                                                                 |                                                                 |
| P ↑ A B C D E F G H I Î J K L M N O P Q R S Ș T Ț U V W X Y Z ↓ |                                                                 |                                                                 |                                                                 |                                                                 |                                                                 |                                                                 |                                                                 |                                                                 |                                                                 |
| Pănade                                                          | Pătrângeni                                                      | Pâclișa                                                         | Petrești                                                        | Petrisat                                                        |                                                                 |                                                                 |                                                                 |                                                                 |                                                                 |
| Pețelca                                                         | Pianu de Jos                                                    | Pianu de Sus                                                    | Poiana Aiudului                                                 | Presaca Ampoiului                                               |                                                                 |                                                                 |                                                                 |                                                                 |                                                                 |
| R ↑ A B C D E F G H I Î J K L M N O P Q R S Ș T Ț U V W X Y Z ↓ |                                                                 |                                                                 |                                                                 |                                                                 |                                                                 |                                                                 |                                                                 |                                                                 |                                                                 |
| Răchita                                                         | Rădești                                                         | Răhău                                                           | Războieni-Cetate                                                | Râmeț                                                           |                                                                 |                                                                 |                                                                 |                                                                 |                                                                 |
| Reciu                                                           | Rimetea                                                         | Roșia de Secaș                                                  | Roșia Montană                                                   |                                                                 |                                                                 |                                                                 |                                                                 |                                                                 |                                                                 |
| S ↑ A B C D E F G H I Î J K L M N O P Q R S Ș T Ț U V W X Y Z ↓ |                                                                 |                                                                 |                                                                 |                                                                 |                                                                 |                                                                 |                                                                 |                                                                 |                                                                 |
| Săsciori                                                        | Sânbenedic                                                      | Sâncel                                                          | Sâncrai                                                         | Sânmiclăuș                                                      |                                                                 |                                                                 |                                                                 |                                                                 |                                                                 |
| Sântimbru                                                       | Sebeș                                                           | Sebeșel                                                         | Silivaș                                                         | Stâna de Mureș                                                  |                                                                 |                                                                 |                                                                 |                                                                 |                                                                 |
| Straja                                                          | Stremț                                                          |                                                                 |                                                                 |                                                                 |                                                                 |                                                                 |                                                                 |                                                                 |                                                                 |
| Ș ↑ A B C D E F G H I Î J K L M N O P Q R S Ș T Ț U V W X Y Z ↓ |                                                                 |                                                                 |                                                                 |                                                                 |                                                                 |                                                                 |                                                                 |                                                                 |                                                                 |
| Șard                                                            | Șeușa                                                           | Șibot                                                           | Șoimuș                                                          | Șona                                                            |                                                                 |                                                                 |                                                                 |                                                                 |                                                                 |
| Șpălnaca                                                        | Șugag                                                           |                                                                 |                                                                 |                                                                 |                                                                 |                                                                 |                                                                 |                                                                 |                                                                 |
| T ↑ A B C D E F G H I Î J K L M N O P Q R S Ș T Ț U V W X Y Z ↓ |                                                                 |                                                                 |                                                                 |                                                                 |                                                                 |                                                                 |                                                                 |                                                                 |                                                                 |
| Tărtăria                                                        | Tău                                                             | Tăuți                                                           | Teiuș                                                           | Teleac                                                          |                                                                 |                                                                 |                                                                 |                                                                 |                                                                 |
| Tibru                                                           | Tiur                                                            | Turdaș                                                          |                                                                 |                                                                 |                                                                 |                                                                 |                                                                 |                                                                 |                                                                 |
| Ț ↑ A B C D E F G H I Î J K L M N O P Q R S Ș T Ț U V W X Y Z ↓ |                                                                 |                                                                 |                                                                 |                                                                 |                                                                 |                                                                 |                                                                 |                                                                 |                                                                 |
| Țelna                                                           |                                                                 |                                                                 |                                                                 |                                                                 |                                                                 |                                                                 |                                                                 |                                                                 |                                                                 |
| U ↑ A B C D E F G H I Î J K L M N O P Q R S Ș T Ț U V W X Y Z ↓ |                                                                 |                                                                 |                                                                 |                                                                 |                                                                 |                                                                 |                                                                 |                                                                 |                                                                 |
| Uioara de Jos                                                   | Uioara de Sus                                                   | Ungurei                                                         | Unirea                                                          |                                                                 |                                                                 |                                                                 |                                                                 |                                                                 |                                                                 |
| V ↑ A B C D E F G H I Î J K L M N O P Q R S Ș T Ț U V W X Y Z ↓ |                                                                 |                                                                 |                                                                 |                                                                 |                                                                 |                                                                 |                                                                 |                                                                 |                                                                 |
| Valea Goblii                                                    | Valea Lungă                                                     | Valea Lupșii                                                    | Valea Vințului                                                  | Vălișoara                                                       |                                                                 |                                                                 |                                                                 |                                                                 |                                                                 |
| Vârtop                                                          | Vinerea                                                         | Vingard                                                         | Vințu de Jos                                                    |                                                                 |                                                                 |                                                                 |                                                                 |                                                                 |                                                                 |
| Z ↑ A B C D E F G H I Î J K L M N O P Q R S Ș T Ț U V W X Y Z ↓ |                                                                 |                                                                 |                                                                 |                                                                 |                                                                 |                                                                 |                                                                 |                                                                 |                                                                 |
| Zlatna                                                          |                                                                 |                                                                 |                                                                 |                                                                 |                                                                 |                                                                 |                                                                 |                                                                 |                                                                 |